# Itaubal
Itaubal (também chamada de Itaubal do Piririm) é um município brasileiro do estado do Amapá. A população estimada em 2014 era de 4 836 habitantes e a área é de 1704 km², o que resulta numa densidade demográfica de 2,84 hab/km². Seus limites são o delta do rio Amazonas a sudeste e Macapá a sudoeste, oeste e norte.

## História
As primeiras famílias chegaram a este município por volta de 1935. Estas famílias vieram, principalmente das ilhas do Pará, em busca de boas terras e farta alimentação, fundando um povoado e trabalhando, principalmente, em lavouras.
A origem do nome do municípios vem do fato de existir em abundância naquela localidade uma madeira de lei conhecida pelo nome de itaúba, ou mezilaurus itauba (meissin). Esta madeira é de alto valor comercial no Estado, embora atualmente, por causa dos constantes desmatamentos, esteja em extinção naquela região.
Outros imigrantes chegaram ao local em 1940 trazendo consigo a imagem de São Benedito, santo que a partir daquela data tornou-se o padroeiro da população do município. Na Segunda quinzena de novembro ocorrem os festejos de São Benedito que, além de mobilizar a comunidade inteira, ainda contam com visitantes de Macapá, que vão participar dos festejos e também louvar o santo.
Em 1988, Itaubal passou a ser distrito de Macapá. Já em 1991, através de um processo democrático, o governador Aníbal Barcelos, em seu segundo mandato, promoveu um plebiscito para saber a vontade da população do distrito de Itaubal: se desejavam que o local fosse transformado em Município ou não. O povo respondeu favoravelmente através da votação e, em 1 de maio de 1992, foi criado o município de Itaubal do Piririm, através da Lei n.º 0005. A partir desta data, Itaubal ganhou autonomia tornando-se em mais um município do Estado do Amapá, elegendo seu prefeito e membros da Câmara de Vereadores.
A bandeira do município de Itaubal no Estado do Amapá foi inspirada nas primeiras famílias (representadas pelas figuras dando as mãos) que estavam em busca de terra fértil para lavouras (por isso a paisagem ao fundo). Quanto às cores, foram escolhidas de acordo com a bandeira do Brasil.

## Organização politico-administrativa
O Município de Itaubal possui uma estrutura politico-administrativa composta pelo Poder Executivo, chefiado por um prefeito eleito por sufrágio universal, auxiliado diretamente por secretários municipais nomeados por ele, e pelo Poder Legislativo, institucionalizado pela Câmara Municipal de Itaubal, órgão colegiado de representação dos munícipes que é composto por vereadores também eleitos por sufrágio universal.

### Atuais autoridades municipais de Itaubal
- Prefeito: José Serafim Picanço Filho - PL (2021/-)[8]
- Vice-prefeita: Karla Cristina Palha Barbosa - PDT (2021/-)[8]
- Presidente da Câmara:

## Ensino e educação
Dentre os projetos do Plano de Desenvolvimento da Educação, vinculado ao Ministério da Educação, executado pelo Instituto Nacional de Estudos e Pesquisas Educacionais Anísio Teixeira (INEP) na região norte, estado do Amapá, as escolas públicas urbanas estabelecidas no município obtiveram os seguintes Índice de Desenvolvimento da Educação Básica (IDEB) em 2005:
| IDEB, escola e ranking estadual | IDEB, escola e ranking estadual       | IDEB, escola e ranking estadual |
| ------------------------------- | ------------------------------------- | ------------------------------- |
| Nota                            | Escola                                | Ranking                         |
| 4,0                             | Escola estadual Wilson Hill de Araújo | 7º                              |